# Trimma caudipunctatum
Trimma caudipunctatum és una espècie de peix de la família dels gòbids i de l'ordre dels perciformes.

## Morfologia
- Els mascles poden assolir 2,1 cm de longitud total i les femelles 1,73.
- Nombre de vèrtebres: 26.[3]

## Hàbitat
És un peix marí de clima subtropical que viu fins als 40-70 m de fondària.

## Distribució geogràfica
Es troba al Japó i a la República de Palau.